# Taku Seibyō

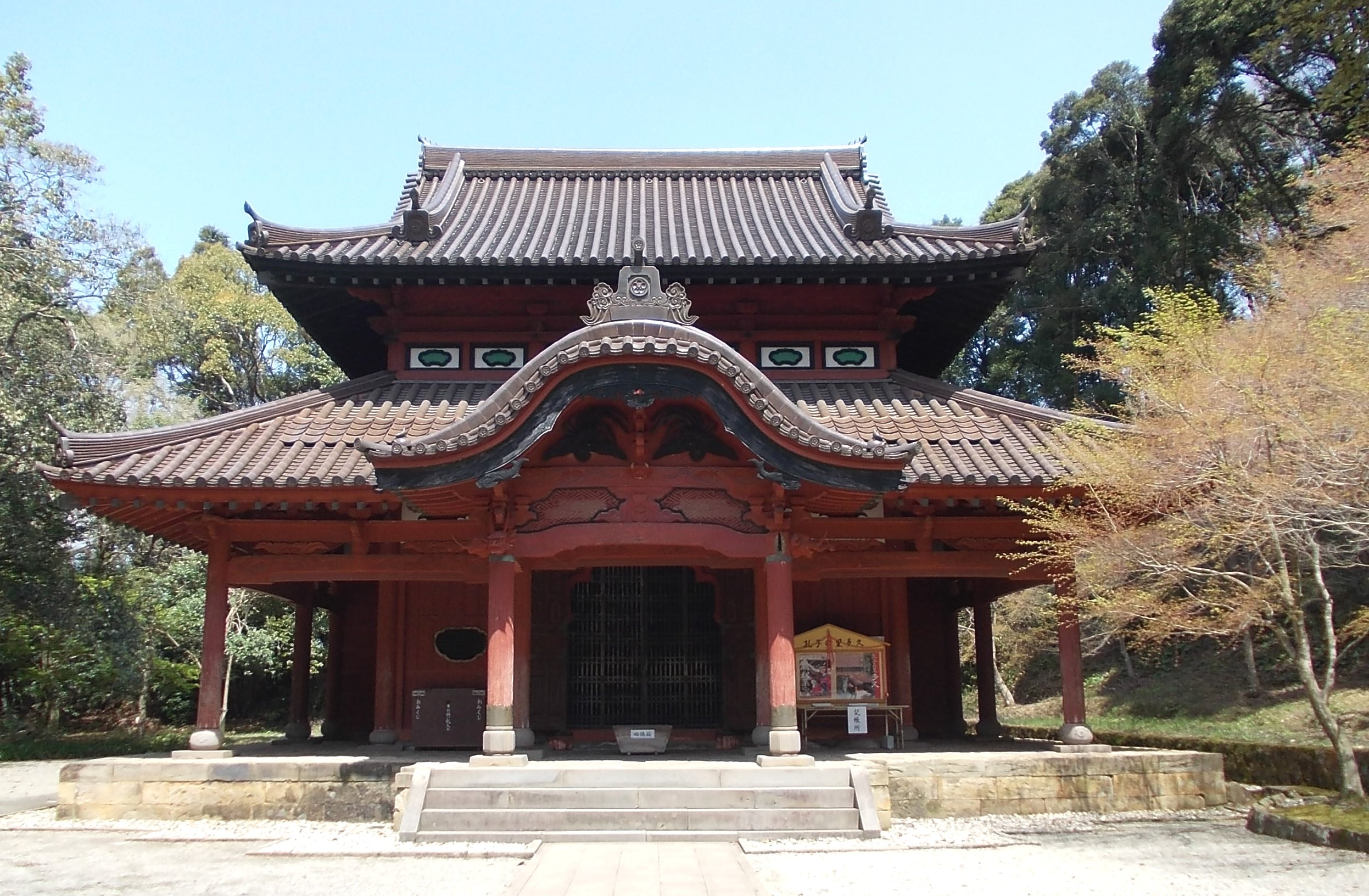
Taku Seibyō

O santuário Taku Seibyō (多久聖廟) situado em Taku, na província de Saga, é um dos antigos templos de Confúcio no Japão. Construído em 1708, durante o período Edo, Taku Seibyō foi designado como Importante Propriedade Cultural do Japão (财重要文化).